# Ystads valkrets
Ystads valkrets var vid riksdagsvalen till andra kammaren 1896–1908 en egen valkrets med ett mandat. Valkretsen, som omfattade Ystads stad, avskaffades vid övergången till proportionellt valsystem i valet 1911, då Ystad överfördes till Malmöhus läns södra valkrets.

## Riksdagsmän
- Elis Nilson, lmp  (1897–1898)
- Tage Gussing, lib s 1900–1902 (1899–1902)
- Fredrik Thorsson, s (1903–1911)

## Valresultat

### 1896
| Andrakammarvalet i Sverige 1896: Ystads valkrets | Andrakammarvalet i Sverige 1896: Ystads valkrets | Andrakammarvalet i Sverige 1896: Ystads valkrets | Andrakammarvalet i Sverige 1896: Ystads valkrets | Andrakammarvalet i Sverige 1896: Ystads valkrets |
| Kandidat                                         | Kandidat                                         | Röster                                           | Röster                                           | Röster                                           |
| Kandidat                                         | Kandidat                                         | Antal                                            | %                                                | +− %                                             |
| ------------------------------------------------ | ------------------------------------------------ | ------------------------------------------------ | ------------------------------------------------ | ------------------------------------------------ |
|                                                  | Elis Nilson                                      | 291                                              | 58,0                                             |                                                  |
|                                                  | A. Düring (fp)                                   | 207                                              | 41,2                                             |                                                  |
|                                                  | Övriga kandidater                                | 4                                                | 0,8                                              |                                                  |
| Antal giltiga röster                             | Antal giltiga röster                             | 502                                              |                                                  |                                                  |
| Kasserade röster                                 | Kasserade röster                                 | 0                                                |                                                  |                                                  |
| Totalt                                           | Totalt                                           | 502                                              |                                                  |                                                  |

- Valdeltagandet var 74,3%.

### 1899
| Andrakammarvalet i Sverige 1899: Ystads valkrets | Andrakammarvalet i Sverige 1899: Ystads valkrets | Andrakammarvalet i Sverige 1899: Ystads valkrets | Andrakammarvalet i Sverige 1899: Ystads valkrets | Andrakammarvalet i Sverige 1899: Ystads valkrets |
| Kandidat                                         | Kandidat                                         | Röster                                           | Röster                                           | Röster                                           |
| Kandidat                                         | Kandidat                                         | Antal                                            | %                                                | +− %                                             |
| ------------------------------------------------ | ------------------------------------------------ | ------------------------------------------------ | ------------------------------------------------ | ------------------------------------------------ |
|                                                  | Tage Gussing                                     | 349                                              | 57,0                                             |                                                  |
|                                                  | Fredrik Thorsson                                 | 260                                              | 42,5                                             |                                                  |
|                                                  | Övriga kandidater                                | 3                                                | 0,5                                              |                                                  |
| Antal giltiga röster                             | Antal giltiga röster                             | 612                                              |                                                  |                                                  |
| Kasserade röster                                 | Kasserade röster                                 | 0                                                |                                                  |                                                  |
| Totalt                                           | Totalt                                           | 612                                              |                                                  |                                                  |

Valet ägde rum den 22 september 1899. Valdeltagandet var 78,6%.

### 1902
| Andrakammarvalet i Sverige 1902: Ystads valkrets | Andrakammarvalet i Sverige 1902: Ystads valkrets | Andrakammarvalet i Sverige 1902: Ystads valkrets | Andrakammarvalet i Sverige 1902: Ystads valkrets | Andrakammarvalet i Sverige 1902: Ystads valkrets |
| Kandidat                                         | Kandidat                                         | Röster                                           | Röster                                           | Röster                                           |
| Kandidat                                         | Kandidat                                         | Antal                                            | %                                                | +− %                                             |
| ------------------------------------------------ | ------------------------------------------------ | ------------------------------------------------ | ------------------------------------------------ | ------------------------------------------------ |
|                                                  | Fredrik Thorsson                                 | 497                                              | 52,4                                             | ▲9,9                                             |
|                                                  | Tage Gussing                                     | 449                                              | 47,4                                             | ▼9,6                                             |
|                                                  | Övriga kandidater                                | 2                                                | 0,2                                              |                                                  |
| Antal giltiga röster                             | Antal giltiga röster                             | 948                                              |                                                  |                                                  |
| Kasserade röster                                 | Kasserade röster                                 | 0                                                |                                                  |                                                  |
| Totalt                                           | Totalt                                           | 948                                              |                                                  |                                                  |

Valet ägde rum den 27 september 1902. Valdeltagandet var 86,5%.

### 1905
| Andrakammarvalet i Sverige 1905: Ystads valkrets | Andrakammarvalet i Sverige 1905: Ystads valkrets | Andrakammarvalet i Sverige 1905: Ystads valkrets | Andrakammarvalet i Sverige 1905: Ystads valkrets | Andrakammarvalet i Sverige 1905: Ystads valkrets |
| Kandidat                                         | Kandidat                                         | Röster                                           | Röster                                           | Röster                                           |
| Kandidat                                         | Kandidat                                         | Antal                                            | %                                                | +− %                                             |
| ------------------------------------------------ | ------------------------------------------------ | ------------------------------------------------ | ------------------------------------------------ | ------------------------------------------------ |
|                                                  | Fredrik Thorsson                                 | 671                                              | 58,7                                             | ▲6,3                                             |
|                                                  | E.M. Nilsson                                     | 472                                              | 41,3                                             |                                                  |
| Antal giltiga röster                             | Antal giltiga röster                             | 1 143                                            |                                                  |                                                  |
| Kasserade röster                                 | Kasserade röster                                 | 0                                                |                                                  |                                                  |
| Totalt                                           | Totalt                                           | 1 143                                            |                                                  |                                                  |

Valet ägde rum den 12 september 1905. Valdeltagandet var 91,7% vilket var högst i hela riket.

### 1908
| Andrakammarvalet i Sverige 1908: Ystads valkrets | Andrakammarvalet i Sverige 1908: Ystads valkrets | Andrakammarvalet i Sverige 1908: Ystads valkrets | Andrakammarvalet i Sverige 1908: Ystads valkrets | Andrakammarvalet i Sverige 1908: Ystads valkrets |
| Kandidat                                         | Kandidat                                         | Röster                                           | Röster                                           | Röster                                           |
| Kandidat                                         | Kandidat                                         | Antal                                            | %                                                | +− %                                             |
| ------------------------------------------------ | ------------------------------------------------ | ------------------------------------------------ | ------------------------------------------------ | ------------------------------------------------ |
|                                                  | Fredrik Thorsson                                 | 1 001                                            | 66,5                                             | ▲7,8                                             |
|                                                  | Robert De la Gardie (höger)                      | 502                                              | 33,4                                             |                                                  |
|                                                  | Övriga kandidater                                | 2                                                | 0,1                                              |                                                  |
| Antal giltiga röster                             | Antal giltiga röster                             | 1 505                                            |                                                  |                                                  |
| Kasserade röster                                 | Kasserade röster                                 | 2                                                |                                                  |                                                  |
| Totalt                                           | Totalt                                           | 1 507                                            |                                                  |                                                  |

Valet ägde rum den 17 september 1908. Valdeltagandet var 88,1% vilket var högst i hela riket.